# Ulf Johnsson

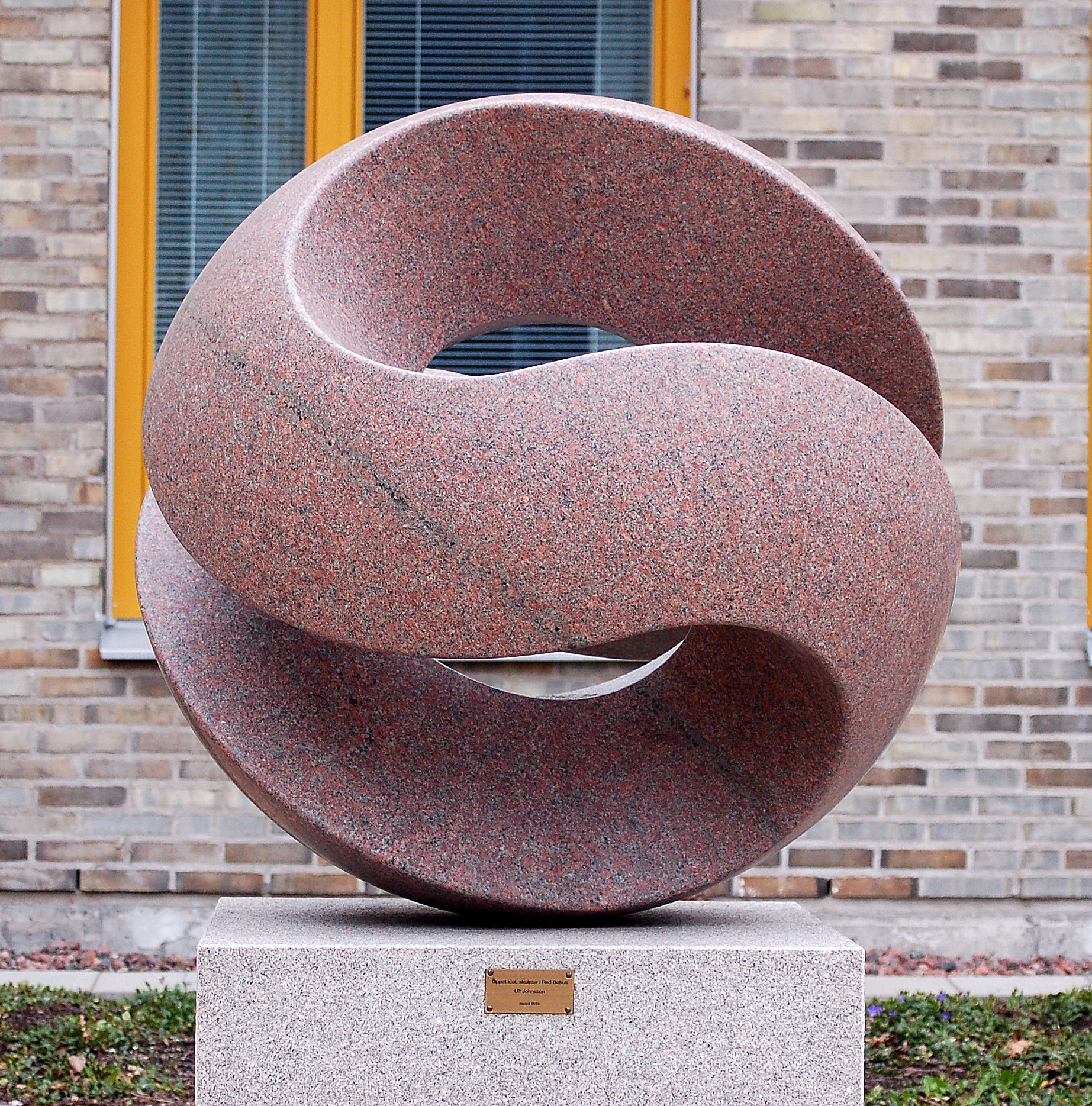
Öppet klot av Ulf Johnsson

Ulf Johnsson, född 9 juni 1957, är en svensk skulptör. Han är sambo med textilkonstnären Mia Tingvall.
Johnsson började sin konstnärliga verksamhet med koppargrafik, men upptäckte snart täljstenens lämplighet för formande av bruksföremål, och gick en kurs i stenskulptering i Bohuslän. Separat har han ställt ut på bland annat Reforma i Karlstad, Not Quite i Fengersfors, Stensalen KKV-Bohuslän i Skärholmen, Hallsbergs Konsthall i Hallsberg och Nordiska Travmuseet i Årjäng. Han har medverkat i ett flertal samlingsutställningar bland annat Det finns ett hemligt tecken på  Värmlands museum,  Röhsska museet i Göteborg, Skulpturfältet KKV-Bohuslän, Nolhaga parken i Alingsås, Udden skulptur i Hamburgsund och Konst i Värdens park Göteborg.
Bland hans offentliga arbeten märks Öppet klot vid entrén till Psykiatrihuset i Karlstad och Stor knapp placerad vid Billströmska folkhögskolan på Tjörn.
Han har tilldelats Värmlands konstförenings Thor Fagerqviststipendium 2015. 
Johnsson är representerad vid Landstinget i Värmland, Västra Götalands Regionen och Arvika Kommun.